# Aurelio Fierro
Aurelio Fierro (n. 13 septembrie 1923, Montella, Campania, Italia – d. 11 martie 2005, Napoli, Italia) a fost un cântăreț italian.